# Comuna Velîke Verbce, Sarnî
Velîke Verbce (în ucraineană Велике Вербче) este o comună în raionul Sarnî, regiunea Rivne, Ucraina, formată din satele Buteikî, Velîke Verbce (reședința) și Vîrka.

## Demografie
Componența lingvistică a comunei Velîke Verbce
     Ucraineană (99,66%)
     Alte limbi (0,35%)
Conform recensământului din 2001, majoritatea populației comunei Velîke Verbce era vorbitoare de ucraineană (99,66%), existând în minoritate și vorbitori de alte limbi.